# ماريا ياريمتشوك
ماريا نازاريفنا ياريمتشوك (بالأوكرانية: Марія Назарівна Яремчук؛ 2 مارس 1993)، هي مغنية بوب أوكرانية. مثلت ماريا أوكرانيا في مسابقة الأغنية الأوروبية 2014 التي أقيمت في كوبنهاغن، الدنمارك، وانتهت في المركز السادس في النهائي الكبير الذي يشارك في 26 بلدا.

## حياتها
ولدت ماريا في تشيرنوفتسي، وهي ابنة المغني والموسيقي الأوكراني نازاري ياريمتشوك، الذي توفي بسبب سرطان المعدة عندما بلغت السنتين، ولديها أخت وأخوين.

## مشوارها

### 2012:ذا فويس أوكرانياوالموجة الجديدة
وصلت ماريا إلى النهائيات في النسخة الأوكرانية من برنامج ذا فويس في موسمه الثاني، وجائت في المركز الرابع. سنة 2012 مثلت أوكرانيا في المسابقة الدولية للمغنيين الشباب المسمى ب«الموجة الجديدة» وحصلت على المركز الثالث. تلقت ماريا الدعم من طرف رينات أخميتف في هذا المهرجان. وهو صديق لأحد منظمي «الموجة الجديدة» الملحن الشهير إيغور كروتوي. شاركت ماريا أيضا في النسخة ال58 من مسابقة الأغنية الأوروبية 2013، وجائت في المركز الخامس بأغنية تخيل.

### 2013–الآن: مسابقة الأغنية الأوروبية 2014
في 23 ديسمبر 2013، فازت ماريا بالنهائي الوطني الأوكراني في مسابقة الأغنية الأوروبية 2014 بأغنيتها تيك توك. وفي 6 مايو 2014، تأهلت ماريا إلى النهائي الكبير حيث انتهت في المركز السادس في ظل مشاركة 26 بلد.

## ديسكوغرافيا

### الأغاني المنفردة
| الإسم بالعربية            | الاسم                            | السنة | المراكز  | المراكز | الألبوم |
| الإسم بالعربية            | الاسم                            | السنة | أوكرانيا | [ 5 ]   | الألبوم |
| ------------------------- | -------------------------------- | ----- | -------- | ------- | ------- |
|                           | "So mnoy opyat'" (Со мной опять) | 2012  | —        | —       | —       |
| ''تخيل''                  | "Imagine"                        | 2012  | —        | —       | —       |
|                           | "Tebe ya znaydu" (Тебе я знайду) | 2013  | —        | —       | —       |
| تيك توك                   | "Tick-Tock"                      | 2014  | 30       | 190     | —       |
| "—" المعلومات غير متوفرة. |                                  |       |          |         |         |